# Гатець (Червенський район)
Гатець (біл. вёска Гацец) — село в складі Червенського району Мінської області, Білорусь. Село підпорядковане Рованичівській сільській раді, розташоване в центральній частині області.